# Monforte d'Alba
Monforte d'Alba (Monfòrt in piemontese) è un comune italiano di 1 874 abitanti della provincia di Cuneo in Piemonte. Fa parte degli 11 comuni di produzione del Barolo.

## Origini del nome
Il nome deriva dalle mura del castello che ne cingevano la sommità (Mons Fortis) e l'abitato medievale.

## Storia

### Gli eretici
L'intera comunità di Monforte, dalla contessa ai contadini, nel primo quarto dell'XI secolo era divenuta eretica. I dissidenti leggevano la Bibbia dando delle Scritture un'interpretazione interamente spirituale, avevano formulato una propria dottrina originale sulla Trinità. Pregavano giorno e notte, ricercavano il distacco dalla materia e il martirio, elementi simili a quelli della dottrina dei catari.
Intorno all'anno 1028 il castello venne assediato ed espugnato dalle forze dell'arcivescovo di Milano, Ariberto da Intimiano unite a quelle del vescovo di Asti Alrico. 
La popolazione, deportata a Milano venne qui costretta a scegliere tra l'abiura delle loro dottrine ed il rogo. La maggior parte scelse, coerentemente con le proprie idee, di non abiurare e di accettare la condanna a morte.
Il corso Monforte a Milano è stato così chiamato in ricordo di questi avvenimenti; da esso hanno poi preso il nome anche le scomparse porta Monforte e pusterla di Monforte.

### Simboli
Nello statuto comunale lo stemma è descritto come «uno scudo ovale, nel quale, su sfondo azzurro è raffigurato un piccolo monte con sovrastante un castello turrito (rosso mattone)», timbrato da un elmo con cimiero, contornato da due rami di palma annodati in basso.
Il gonfalone in uso è un drappo rettangolare di azzurro caricato in centro dello stemma comunale accompagnato in alto dall'iscrizione "Comune / di / Monforte d'Alba" su tre righe in alto, e "Provincia di Cuneo" in basso.

## Monumenti e luoghi d'interesse

### Architetture religiose
- Chiesa della Madonna della Neve, chiesa parrocchiale
- Chiesa della Visitazione della Beata Maria Vergine

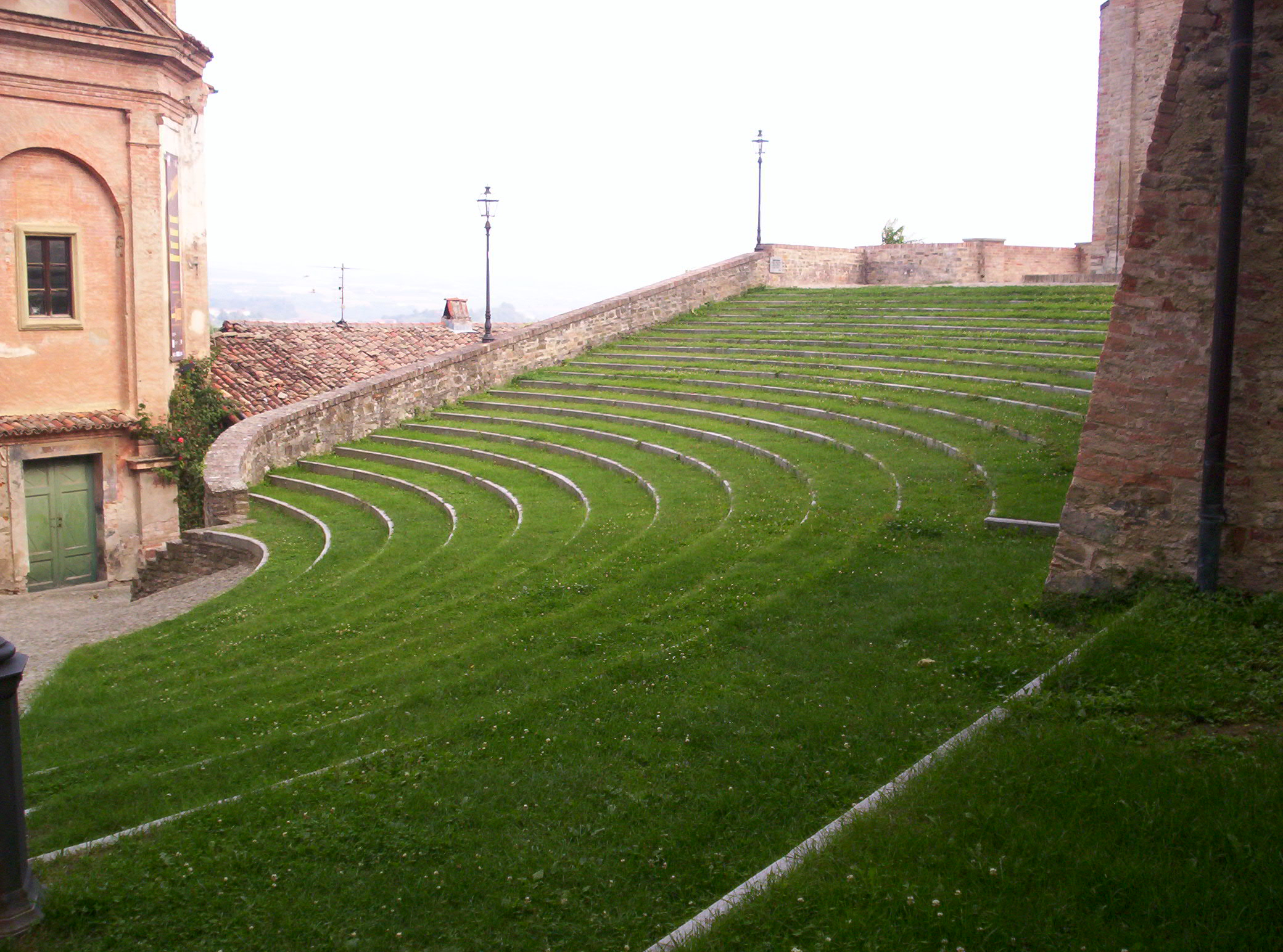
Scorcio dell'auditorium Horszowski

### Architetture civili
- Castello di Perno, costruito nel Medioevo dalla famiglia Falletti.
- Auditorium Horszowski. Posizionato nel nucleo storico cittadino è stato inaugurato nel 1986 dal pianista Mieczysław Horszowski. Si tratta di un anfiteatro naturale dall'acustica perfetta ricavato dalla pendenza morfologica naturale del terreno. Si presenta a gradoni con un palco costituito da un muro di cinta e il portale dei giardini Scarampi. Dal 1986 ha ospitato i concerti di Paolo Conte, Massimo Ranieri, Vinicio Capossela e molti altri. Da alcuni anni[non chiaro] è sede della rassegna nazionale di musica Jazz che prende il nome di Monfortinjazz. Vi trovano inoltre spazio rappresentazioni teatrali e proiezioni cinematografiche.

## Società

### Evoluzione demografica
Abitanti censiti

### Etnie e minoranze straniere
Secondo i dati Istat al 31 dicembre 2017, i cittadini stranieri residenti a Monforte d'Alba sono 352, così suddivisi per nazionalità, elencando per le presenze più significative:
1. Repubblica di Macedonia, 125
2. Romania, 114
3. Bulgaria, 42

### Qualità della vita
Il comune fa parte del circuito dei borghi più belli d'Italia e insignito della Bandiera arancione dal Touring Club Italiano.

## Amministrazione
Di seguito è presentata una tabella relativa alle amministrazioni che si sono succedute in questo comune.
| Periodo        | Periodo        | Primo cittadino     | Partito                          | Carica  | Note   |
| -------------- | -------------- | ------------------- | -------------------------------- | ------- | ------ |
| 17 giugno 1985 | 29 maggio 1990 | Lorenzo Seghesio    | lista civica                     | Sindaco | [ 12 ] |
| 29 maggio 1990 | 24 aprile 1995 | Lorenzo Seghesio    | Democrazia Cristiana             | Sindaco | [ 12 ] |
| 24 aprile 1995 | 14 giugno 1999 | Bruno Cabutti       | centro                           | Sindaco | [ 12 ] |
| 14 giugno 1999 | 14 giugno 2004 | Silvano Benevelli   | lista civica                     | Sindaco | [ 12 ] |
| 14 giugno 2004 | 8 giugno 2009  | Bartolomeo Borgogno | Forza Italia                     | Sindaco | [ 12 ] |
| 8 giugno 2009  | 26 maggio 2014 | Bartolomeo Borgogno | lista civica                     | Sindaco | [ 12 ] |
| 26 maggio 2014 | in carica      | Livio Genesio       | lista civica: Monforte nel cuore | Sindaco | [ 12 ] |